# Mario Galán Sáez
Mario Galán Sáez (Villanueva de Gómez, 1941-Ávila, 6 de noviembre de 2018) fue un político español perteneciente a Coalición Popular y alcalde de Ávila (1984-1987).

## Biografía

### Servicio público
Nacido en la población abulense de Villanueva de Gómez, se trasladó a Ávila, donde desarrolló su carrera política. En dicha ciudad pasó por diversas responsabilidades públicas: diputado provincial, procurador en las Cortes de Castilla y León, jefe del Servicio Territorial de Cultura y gerente territorial de Servicios Sociales. A finales de los años sesenta prestó sus servicios durante tres años en el Gobierno Civil, como responsable de la sección de Espectáculos y Orden Público. De allí se trasladó a la Organización Sindical y posteriormente al Ministerio de Trabajo.

### Carrera política
A la política llegó de la mano de Clemente Vicente, del Partido Popular Democrático del Oeste integrado en la Federación Popular Democrática de José María Gil-Robles y Quiñones. Mario Galán entró en la Democracia Cristiana y posteriormente en el Partido Demócrata Popular, del que fue presidente provincial en 1983.
Tras las elecciones municipales de 1983, entró en el Ayuntamiento de Ávila como número cinco de la coalición AP-PDP-UL, y al año siguiente, y pese a no querer situarse en la primera línea de la política municipal, fue elegido alcalde tras las dimisiones sucesivas de José Luis Pujades e Isidoro Heras. El 5 de julio de 1984 tomó posesión del cargo, permaneciendo al frente del consistorio abulense hasta el 30 de junio de 1987. En el transcurso de su mandato, la Unesco declaró el 6 de diciembre de 1985 a la ciudad de Ávila como Ciudad Patrimonio de la Humanidad. 
En 2017 fue nombrado vocal del Comité Ejecutivo Provincial del Partido Popular de Ávila.